# Чарнкув (Нижньосілезьке воєводство)
Чарнкув (пол. Czarnków, нім. Schwarzrode) — село в Польщі, у гміні Легницьке Поле Легницького повіту Нижньосілезького воєводства.
Населення — 55 осіб (2011).
У 1975-1998 роках село належало до Легницького воєводства.

## Демографія
Демографічна структура станом на 31 березня 2011 року:
|          | Загалом | Допрацездатний вік | Працездатний вік | Постпрацездатний вік |
| -------- | ------- | ------------------ | ---------------- | -------------------- |
| Чоловіки | 29      | 4                  | 19               | 6                    |
| Жінки    | 26      | 7                  | 15               | 4                    |
| Разом    | 55      | 11                 | 34               | 10                   |